# Ванце (Лече)
Ванце (итал. Vanze) је насеље у Италији у округу Лече, региону Апулија.
Према процени из 2011. у насељу је живело 245 становника. Насеље се налази на надморској висини од 32 м.